# 小鱗尖吻鱸
小鱗尖吻鱸（学名：Lates microlepis）為輻鰭魚綱鱸形目鱸亞目尖嘴鱸科的一種，被IUCN列為瀕危保育類動物，為熱帶淡水魚，分布於非洲坦干伊喀湖水域，體長可達93公分，棲息在表層水域，屬肉食性，生活習性不明，可做為食用魚及遊釣魚。
其种加词“microlepis”意为“细鳞的”。